# Папіу-Іларіан (комуна)
Папіу-Іларіан (рум. Papiu Ilarian) — комуна у повіті Муреш в Румунії. До складу комуни входять такі села (дані про населення за 2002 рік):
- Добра (48 осіб)
- Мерішору (124 особи)
- Папіу-Іларіан (718 осіб) — адміністративний центр комуни
- Урсоая (123 особи)
- Шандру

Комуна розташована на відстані 278 км на північний захід від Бухареста, 27 км на захід від Тиргу-Муреша, 52 км на південний схід від Клуж-Напоки, 147 км на північний захід від Брашова.

## Населення
За даними перепису населення 2002 року у комуні проживали 1013 осіб.
Національний склад населення комуни:
| Національність | Кількість осіб | Відсоток |
| -------------- | -------------- | -------- |
| угорці         | 569            | 56,2%    |
| румуни         | 434            | 42,8%    |
| цигани         | 10             | 1,0%     |

Рідною мовою назвали:
| Мова      | Кількість осіб | Відсоток |
| --------- | -------------- | -------- |
| угорська  | 568            | 56,1%    |
| румунська | 439            | 43,3%    |
| циганська | 6              | 0,6%     |

Склад населення комуни за віросповіданням:
| Релігія        | Кількість осіб | Відсоток |
| -------------- | -------------- | -------- |
| реформати      | 521            | 51,4%    |
| православні    | 425            | 42,0%    |
| адвентисти     | 49             | 4,8%     |
| римо-католики  | 12             | 1,2%     |
| греко-католики | 3              | 0,3%     |
| не релігійні   | 3              | 0,3%     |